# Andreas Krieger
Andreas Krieger (Berlín, 20 de julio de 1966) es un antiguo lanzador de peso alemán que compitió en un equipo atlético femenino de Alemania Oriental. Como muchos destacados deportistas de esa época, Andreas Krieger fue sistemáticamente dopado con esteroides anabólicos.
En el Campeonato Europeo de Atletismo de 1986, Krieger ganó la medalla de oro en el lanzamiento de peso. Se retiró en 1990. En 1997, se sometió a una cirugía de reasignación sexual, siendo un hombre trans y cambiando su nombre a Andreas.
En 2000, Krieger declaró como testigo en el proceso de Manfred Ewald, líder del programa de deportes y presidente del comité Olímpico de Alemania Oriental, y Manfred Höppner, director médico de Alemania Oriental. Declaró que las medicinas que le habían dado habían contribuido a su transexualidad. Tanto Ewald como Hoepner fueron condenados como cómplices de los daños corporales intencionales de atletas, incluso menores de edad.
La "Medalla Heidi Krieger" (En alemán: Heidi-Krieger-Medaille) es un premio otorgado anualmente a los alemanes que combaten el dopaje. La medalla de oro de Krieger en 1986 hace parte del trofeo.
Krieger está casado con la antigua nadadora de Alemania Oriental Ute Krause, quien también fue víctima de dopaje por parte de entrenadores oficiales. Krieger experimentó severos problemas de salud desde su retiro. Sólo resiste esfuerzos suaves y es incapaz de dormir de lado debido a los años de esfuerzo excesivo levantando pesos mientras usaba esteroides.
En 2008, cineastas ucranianos realizaron el documental Doping, fábrica de campeones basados en la historia de Krieger.

## Resultados deportivos
| Año  | Evento                                                    | Ciudad       | Posición   | Marca |
| ---- | --------------------------------------------------------- | ------------ | ---------- | ----- |
| 1984 | Campeonato Europeo de Atletismo en Pista Cubierta         | Göteborg     | 3.er Lugar | 20,18 |
| 1986 | Campeonato Europeo de Atletismo en Pista Cubierta         | Madrid       | 2° Lugar   | 20,21 |
| 1986 | Campeonato Europeo de Atletismo de 1986                   | Stuttgart    | 1.er Lugar | 21,10 |
| 1987 | Campeonato Europeo de Atletismo en Pista Cubierta         | Liévin       | 2° lugar   | 20,02 |
| 1987 | Campeonato Mundial de Atletismo en Pista Cubierta de 1988 | Indianapolis | 4° lugar   | 20,00 |